# Auerochssches Schloss
Das Auerochs’sche Schloss stand in Oepfershausen, einem Ortsteil der Stadt Wasungen im Landkreis Schmalkalden-Meiningen in Thüringen.

## Geschichte
Über das Anwesen sind kaum Angaben vorhanden. 1747 gab es im Ort drei Rittergüter und das Lustschloss der Adelsfamilie von Auerochs. Das Adelsgeschlecht starb 1731 aus und das Gut ging an die Landesherrschaft. Warum das Schloss als lustbar bezeichnet wurde, konnte bisher nicht geklärt werden.
Dieses Schloss, auch Kemenate genannt, wurde 1800 abgebrochen; erhalten blieb einzig eine Reliefplatte mit den Wappen der Familien Auerochs und von der Tann.
Ein weiterer Zeitzeuge aus dem 18. Jahrhundert ist das Schwarze Schloss, das zu dem Wirtschaftshof des ehemaligen Schlosses gehörte. Dieses Schloss erwarb die Gemeinde im 20. Jahrhundert. Es ist nunmehr Dorfmittelpunkt. In ihm werden Traditionen gepflegt. 1990 wurde es restauriert und Arztpraxen und die Gemeindeverwaltung sind in ihm mit untergebracht.